# ATP World Tour Finals 2016
Die ATP World Tour Finals 2016 fanden vom 13. bis 20. November 2016 statt. Neben den vier Grand-Slam-Turnieren ist das Turnier der wichtigste Wettbewerb im Herrentennis. Das Turnier war Teil der ATP World Tour 2016 und schloss diese ab.

## Preisgeld und Punkte
Das Preisgeld betrug 7,5 Millionen US-Dollar.
| Runde                     | Einzel        | Doppel 1    | Punkte |
| ------------------------- | ------------- | ----------- | ------ |
| Turniersieger             | + 1.130.000 $ | + 176.000 $ | + 500  |
| Halbfinalsieger           | + 545.000 $   | + 89.000 $  | + 400  |
| Gruppenphase pro Sieg     | + 179.000 $   | + 34.000 $  | + 200  |
| Antrittsgeld              | 179.000 $     | 88.000 $    | —      |
| Ersatzspieler (kein Sieg) | 100.000 $     | 34.000 $    | —      |

## Einzel

### Qualifikation
Es qualifizierten sich die sieben bzw. acht bestplatzierten Spieler der ATP Tour für diesen Wettbewerb. Dazu kamen noch zwei Reservisten. Wenn ein oder zwei Grand-Slam-Turniersieger zwischen Platz 8 und 20 der ATP World Tour abschlossen, erhielten sie den achten Startplatz und den ersten Reservisten-Platz. Rafael Nadal sagte noch im Laufe der Saison verletzungsbedingt ab. Nachdem das achtköpfige Teilnehmerfeld feststand, sagten Tomáš Berdych und Jo-Wilfried Tsonga ebenfalls verletzungsbedingt für das Turnier ab, während Nick Kyrgios eine Sperre absaß und nicht spielberechtigt war. Als Ersatzspieler waren schließlich David Goffin und Roberto Bautista Agut vor Ort. Goffin kam im letzten Gruppenspiel zum Einsatz.
| ATP-Race im Einzel | ATP-Race im Einzel    | ATP-Race im Einzel | ATP-Race im Einzel | ATP-Race im Einzel  | ATP-Race im Einzel |
| #                  | Spieler               | Punkte             | Turniere           | Qualifikationsdatum | Grand-Slam-Siege   |
| ------------------ | --------------------- | ------------------ | ------------------ | ------------------- | ------------------ |
| 1                  | Andy Murray           | 11185              | 17                 | 8. Juli 2016        | 1                  |
| 2                  | Novak Đoković         | 10780              | 17                 | 2. Juni 2016        | 2                  |
| 3                  | Stan Wawrinka         | 5115               | 20                 | 11. September 2016  | 1                  |
| 4                  | Milos Raonic          | 5050               | 18                 | 8. Oktober 2016     |                    |
| 5                  | Kei Nishikori         | 4705               | 20                 | 12. Oktober 2016    |                    |
| 6                  | Gaël Monfils          | 3625               | 18                 | 28. Oktober 2016    |                    |
| 7                  | Marin Čilić           | 3450               | 22                 | 3. November 2016    |                    |
| −                  | Rafael Nadal          | 3300               | 17                 |                     |                    |
| 8                  | Dominic Thiem         | 3215               | 27                 | 4. November 2016    |                    |
| −                  | Tomáš Berdych         | 3060               | 21                 |                     |                    |
| 9                  | David Goffin          | 2760               | 25                 |                     |                    |
| −                  | Jo-Wilfried Tsonga    | 2550               | 18                 |                     |                    |
| −                  | Nick Kyrgios          | 2460               | 19                 |                     |                    |
| 10                 | Roberto Bautista Agut | 2350               | 25                 |                     |                    |

### Gruppe John McEnroe

#### Ergebnisse
| Spieler       | Spieler       | Ergebnis       |
| ------------- | ------------- | -------------- |
| Stan Wawrinka | Kei Nishikori | 2:6, 3:6       |
| Andy Murray   | Marin Čilić   | 6:3, 6:2       |
| Andy Murray   | Kei Nishikori | 6:79, 6:4, 6:4 |
| Stan Wawrinka | Marin Čilić   | 7:63, 7:63     |
| Andy Murray   | Stan Wawrinka | 6:4, 6:2       |
| Kei Nishikori | Marin Čilić   | 6:3, 2:6, 3:6  |

#### Tabelle
| Pos. | Setzliste | Spieler       | Spiele | Sätze | Punkte |
| ---- | --------- | ------------- | ------ | ----- | ------ |
| 1    | 1         | Andy Murray   | 3:0    | 6:1   | 42:26  |
| 2    | 5         | Kei Nishikori | 1:2    | 4:4   | 38:38  |
| 3    | 3         | Stan Wawrinka | 1:2    | 2:4   | 25:36  |
| 4    | 7         | Marin Čilić   | 1:2    | 2:5   | 32:37  |

### Gruppe Ivan Lendl

#### Ergebnisse
| Spieler       | Spieler       | Ergebnis        |
| ------------- | ------------- | --------------- |
| Novak Đoković | Dominic Thiem | 6:710, 6:0, 6:2 |
| Milos Raonic  | Gaël Monfils  | 6:3, 6:4        |
| Gaël Monfils  | Dominic Thiem | 3:6, 6:1, 4:6   |
| Novak Đoković | Milos Raonic  | 7:66, 7:65      |
| Novak Đoković | David Goffin  | 6:1, 6:2        |
| Milos Raonic  | Dominic Thiem | 7:65, 6:3       |

#### Tabelle
| Pos. | Setzliste | Spieler       | Spiele | Sätze | Punkte |
| ---- | --------- | ------------- | ------ | ----- | ------ |
| 1    | 2         | Novak Đoković | 3:0    | 6:1   | 44:24  |
| 2    | 4         | Milos Raonic  | 2:1    | 4:2   | 37:30  |
| 3    | 8         | Dominic Thiem | 1:2    | 3:5   | 36:44  |
| 4    | 6         | Gaël Monfils  | 0:2    | 1:4   | 20:31  |
| 5    | 9         | David Goffin  | 0:1    | 0:2   | 3:12   |

### Halbfinale
| Spieler       | Spieler       | Ergebnis        |
| ------------- | ------------- | --------------- |
| Andy Murray   | Milos Raonic  | 5:7, 7:65, 7:69 |
| Novak Đoković | Kei Nishikori | 6:1, 6:1        |

### Finale
| Spieler     | Spieler       | Ergebnis |
| ----------- | ------------- | -------- |
| Andy Murray | Novak Đoković | 6:3, 6:4 |

## Doppel

### Qualifikation
Prinzipiell qualifizierten sich die acht bestplatzierten Doppelpaarungen der ATP Tour für diesen Wettbewerb. Qualifiziert wäre allerdings auch ein Team gewesen, das ein Grand-Slam-Turnier gewonnen und sich zum Jahresende einen Platz in den Top 20 der Weltrangliste gesichert hätte. Nachdem das Teilnehmerfeld feststand, verzichteten Jean-Julien Rojer und Horia Tecău auf den Platz als Ersatzspieler, wodurch dieser an Robert Farah und Juan Sebastián Cabal ging.
| ATP-Race im Doppel | ATP-Race im Doppel                  | ATP-Race im Doppel | ATP-Race im Doppel | ATP-Race im Doppel  | ATP-Race im Doppel |
| #                  | Spieler                             | Punkte             | Turniere           | Qualifikationsdatum | Grand-Slam-Siege   |
| ------------------ | ----------------------------------- | ------------------ | ------------------ | ------------------- | ------------------ |
| 1                  | Pierre-Hugues Herbert Nicolas Mahut | 7825               | 15                 | 16. Juli 2016       | 1                  |
| 2                  | Jamie Murray Bruno Soares           | 7250               | 19                 | 6. September 2016   | 2                  |
| 3                  | Bob Bryan Mike Bryan                | 6340               | 23                 | 5. September 2016   |                    |
| 4                  | Feliciano López Marc López          | 4440               | 18                 | 10. September 2016  | 1                  |
| 5                  | Henri Kontinen John Peers           | 4310               | 24                 | 31. Oktober 2016    |                    |
| 6                  | Ivan Dodig Marcelo Melo             | 4130               | 14                 | 10. September 2016  |                    |
| 7                  | Raven Klaasen Rajeev Ram            | 3690               | 23                 | 27. Oktober 2016    |                    |
| 8                  | Treat Huey Maks Mirny               | 3155               | 24                 | 3. November 2016    |                    |
| –                  | Jean-Julien Rojer Horia Tecău       | 2860               | 18                 |                     |                    |
| 9                  | Juan Sebastián Cabal Robert Farah   | 2570               | 25                 |                     |                    |
| 10                 | Oliver Marach Fabrice Martin        | 2495               | 24                 |                     |                    |

### Gruppe Fleming/McEnroe

#### Ergebnisse
| Spieler                             | Spieler                    | Ergebnis          |
| ----------------------------------- | -------------------------- | ----------------- |
| Pierre-Hugues Herbert Nicolas Mahut | Rajeev Ram Raven Klaasen   | 5:7, 4:6          |
| Feliciano López Marc López          | Henri Kontinen John Peers  | 3:6, 6:77         |
| Henri Kontinen John Peers           | Rajeev Ram Raven Klaasen   | 6:3, 6:4          |
| Pierre-Hugues Herbert Nicolas Mahut | Feliciano López Marc López | 5:7, 7:5, [8:10]  |
| Pierre-Hugues Herbert Nicolas Mahut | Henri Kontinen John Peers  | 7:65, 4:6, [4:10] |
| Feliciano López Marc López          | Rajeev Ram Raven Klaasen   | 3:6, 6:78         |

#### Tabelle
| Pos. | Setzliste | Spieler                             | Spieler | Sätze | Punkte |
| ---- | --------- | ----------------------------------- | ------- | ----- | ------ |
| 1    | 5         | Henri Kontinen John Peers           | 3:0     | 6:1   | 38:27  |
| 2    | 7         | Rajeev Ram Raven Klaasen            | 2:1     | 4:2   | 33:30  |
| 3    | 4         | Feliciano López Marc López          | 1:2     | 2:5   | 31:38  |
| 4    | 1         | Pierre-Hugues Herbert Nicolas Mahut | 0:3     | 2:6   | 32:39  |

### Gruppe Edberg/Jarryd

#### Ergebnisse
| Spieler                   | Spieler                 | Ergebnis         |
| ------------------------- | ----------------------- | ---------------- |
| Bob Bryan Mike Bryan      | Ivan Dodig Marcelo Melo | 7:63, 6:0        |
| Jamie Murray Bruno Soares | Treat Huey Maks Mirny   | 6:4, 7:5         |
| Jamie Murray Bruno Soares | Bob Bryan Mike Bryan    | 6:3, 6:4         |
| Ivan Dodig Marcelo Melo   | Treat Huey Maks Mirny   | 7:5, 6:4         |
| Bob Bryan Mike Bryan      | Treat Huey Maks Mirny   | 6:4, 6:4         |
| Jamie Murray Bruno Soares | Ivan Dodig Marcelo Melo | 6:3, 3:6, [10:6] |

#### Tabelle
| Pos. | Setzliste | Spieler                   | Spiele | Sätze | Punkte |
| ---- | --------- | ------------------------- | ------ | ----- | ------ |
| 1    | 2         | Jamie Murray Bruno Soares | 3:0    | 6:1   | 35:25  |
| 2    | 3         | Bob Bryan Mike Bryan      | 2:1    | 4:2   | 32:26  |
| 3    | 6         | Ivan Dodig Marcelo Melo   | 1:2    | 3:4   | 28:32  |
| 4    | 8         | Treat Huey Maks Mirny     | 0:3    | 0:6   | 26:38  |

### Halbfinale
| Spieler                   | Spieler                  | Ergebnis  |
| ------------------------- | ------------------------ | --------- |
| Henri Kontinen John Peers | Bob Bryan Mike Bryan     | 7:62, 6:4 |
| Jamie Murray Bruno Soares | Rajeev Ram Raven Klaasen | 1:6, 4:6  |

### Finale
| Spieler                   | Spieler                  | Ergebnis         |
| ------------------------- | ------------------------ | ---------------- |
| Henri Kontinen John Peers | Rajeev Ram Raven Klaasen | 2:6, 6:1, [10:8] |